# نجيب الأحمد
نجيب الأحمد (14 نوفمبر1920-4 ديسمبر1995) هو سياسي وكاتب فلسطيني، عضو المجلس الوطني الفلسطيني، ومدير مكتب رئيس اللجنة التنفيذية لـمنظمة التحرير الفلسطينية في الأردن سابقاً، ومستشار الرئيس الفلسطيني ياسر عرفات حتى وفاته عام 1995م.

## حياته
ولد في قرية رمانة في قضاء جنين، وتلقى تعليمه الابتدائي في جنين، وعلومه الثانوية في كلية النجاح في مدينة نابلس، انخرط في العمل الوطني في ريعان شبابه حيث التحق بالثوار في سن مبكرة عام 1936، اعتقل وأودع سجن المزرعة في عكا من قبل سلطات الانتداب البريطاني. شكل فريقاً من المناضلين في منطقته عند انتهاء الانتداب البريطاني في عام 1948 للدفاع عن جنين وشارك في قتال اليهود عند هجومهم عليها.

## حياته العملية
- عام 1949 عمل سكرتيراً للجنة شؤون اللاجئين، ثم مفتشاً في منطقة الصليب الأحمر الدولية.

- عام 1951 انتخب نائباً في مجلس النواب الأردني عن منطقة جنين، لأربع دورات متتالية حتى 21/4/1963.
- عام 1945 كان أحد مؤسسي الحزب الوطني الاشتراكي الذي شُكل برئاسة سليمان النابلسي.
- عام 1964 اختير عضواً في المجلس الوطني الفلسطيني الأول واستمر فيه حتى وفاته.
- عام 1968 اعتقلته سلطات الاحتلال، وبعد أن أمضى سنة في السجن لينقلوه عام 1969 إلى الأردن مع جميع أفراد أسرته.
- عام 1971 عُين قائداً لقطاع الضفة الغربية في جيش التحرير الفلسطيني، وتمت ترقيته إلى رتبة رائد فخري في عام 1972.
- عام 1974 أصبح ممثلاً للدائرة السياسية في الأردن.
- عام 1979 عاد إلى الأردن لممارسة عمله بعد أن أبعد إلى سورية عام 1975، وكلفه الرئيس ياسر عرفات بإعداد الوثائق والدراسات اللازمة وإعداد الشهود لمقابلة اللجنة الدولية حول ممارسات العدو في الأرض المحتلة.
- عام 1980 عُين مديراً لمكتب الرئيس ياسر عرفات في عمان. وكلفه الرئيس بالكثير من المهام العربية.
- عام 1989 عين أمين سر لجنة دعم الانتفاضة وبقي في منصبه مديراً لمكتب الرئيس حتى عودته إلى الوطن.
- عين عام 1994 مستشاراً الرئيس للشؤون العامة.

## مؤلفاته
- الصهيونية فكراً وهدفاً وممارسة.

- دولة الاحتلال الصهيوني.

- فلسطين تاريخاً ونضالاً.[2][3]